# Ringaudas Songaila
Ringaudas Bronislovas Songaila (ur. 20 kwietnia 1929 w Kłajpedzie, zm. 25 czerwca 2019 w Trokach) – polityk litewski, premier Litewskiej Socjalistycznej Republiki Radzieckiej w latach 1981–1985, I sekretarz Komunistycznej Partii Litwy w latach 1987–1988.

## Życiorys
W 1955 ukończył studia w Litewskiej Akademii Weterynaryjnej, gdzie następnie pracował jako asystent.
Od 1956 pełnił funkcję organizatora Kowieńskiej Grupy Inspektorskiej KC KPL, a od 1957 kierował Wydziałem Rolnictwa w Urzędzie Rady Ministrów Litewskiej SRR. W latach 1960–1961 był zastępcą ministra rolnictwa, a w latach 1961–1962 zastępcą przewodniczącego rady ministrów. W 1962 objął stanowiska ministra przemysłu rolnego i skupu oraz I wiceprzewodniczącego rady ministrów.
W 1961 został członkiem KC KPL. Od 1962 do 1981 pełnił funkcję sekretarza KC KPL, a do 1988 zasiadał w Biurze Politycznym. Od 16 stycznia 1981 do 18 listopada 1985 sprawował urząd premiera Litewskiej SRR. Jednocześnie był członkiem Centralnej Komisji Rewizyjnej KPZR. W listopadzie 1985 został jako premier zastąpiony przez Vytautasa Sakalauskasa. Objął stanowisko przewodniczącego Prezydium Rady Najwyższej Litewskiej SRR.
1 grudnia 1987 zastąpił zmarłego Petrasa Griškevičiusa na stanowisku pierwszego sekretarza KC KPL. Jako szef partii zachowywał lojalność wobec władz radzieckich. Na plenum KC KPL w październiku 1988 stracił stanowisko na rzecz Algirdasa Brazauskasa.
W 1988 wycofał się z działalności publicznej.